# Matty Cash
Matthew „Matty“ Cash (* 7. August 1997 in Slough) ist ein polnisch-englischer Fußballspieler, der aktuell beim Erstligisten Aston Villa unter Vertrag steht. Seit 2021 spielt er zudem für die polnische Fußballnationalmannschaft.

## Karriere

### Nottingham Forest
Der im Oktober 2014 in die Jugendakademie von Nottingham Forest gewechselte Matty Cash sammelte erste Spielpraxis beim englischen Viertligisten Dagenham & Redbridge, zu dem er Anfang März 2016 auf Leihbasis gewechselt war. Seinen ersten Einsatz in der Football League Two 2015/16 bestritt er am 8. März 2016 bei einem 0:0 gegen Carlisle United. Mit drei Treffern in zwölf Ligaspielen verlief das Leihgeschäft für Cash persönlich erfolgreich, während der Verein aus dem Londoner Stadtbezirk London Borough of Barking and Dagenham am Saisonende als Tabellenvorletzter aus der Football League abstieg.
Nach überzeugenden Leistungen in der Saisonvorbereitung debütierte Cash einen Tag vor seinem 19. Geburtstag für Nottingham Forest bei einem 4:3-Heimsieg über Burton Albion am 1. Spieltag der EFL Championship 2016/17. Einen Tag zuvor hatte der offensive Mittelfeldspieler seinen Vertrag um drei Jahre verlängert.

### Aston Villa
Am 3. September 2020 gab der Erstligist Aston Villa die Verpflichtung des 23-jährigen Cash bekannt. Die Ablösesumme beläuft sich auf ca. 16 Mio. Pfund und die Vertragslaufzeit beträgt fünf Jahre. Bei seinem neuen Verein wurde er als rechter Außenverteidiger in 28 Spielen der Premier League 2020/21 eingesetzt und beendete die Spielzeit mit seiner Mannschaft als Tabellenelfter. In der anschließenden Spielzeit bestritt er alle 38 Ligaspiele und erzielte dabei 4 Tore.

### Nationalmannschaft
Cash meldete erstmals 2019 beim polnischen Verband Interesse an einer Karriere in der polnischen Nationalmannschaft, war jedoch aufgrund eines fehlenden polnischen Passes zunächst nicht spielberechtigt. Im Oktober 2021 wurde ihm der polnische Pass verliehen, wodurch er für Polen spielen kann. Im November 2021 wurde er erstmals für die polnische Nationalmannschaft berufen. Sein Länderspieldebüt gab er per Einwechslung am 12. November 2021 beim 4:1-Auswärtserfolg in der WM-Qualifikation gegen Andorra.

## Persönliches
Cash ist über seine Großeltern mütterlicherseits, die während des Zweiten Weltkriegs aus Polen nach England geflohen waren, polnischer Abstammung.